# وپدا
وپدا (به انگلیسی: Vepada) یک روستا در هند است که در Vizianagaram district واقع شده‌است.